# 尼尔·斯隆
尼爾·詹姆斯·亚历山大·斯隆（英語：Neil James Alexander Sloane，1939年10月10日—），美國數學家，1967年從康乃爾大學取得博士學位，1968年加入贝尔实验室，1998年成為了AT&T人員。他主要貢獻於裝球問題、錯誤更正碼（ECC）和組合數學這些範疇。他是整數數列線上大全的開發者和維護者，1998年他創辦了《整數數列期刊》，並作為資料庫的衍生工作。他喜歡攀石，而他的埃爾德什數為2。

## 外部連結
- 斯隆的網頁 （页面存档备份，存于）
- 《整數數列期刊》 （页面存档备份，存于）